# Carlos Berg
Carlos Berg o Friedrich Wilhelm Karl Berg (Tukums, Curlandia (hoy Letonia), 2 de abril de 1843-Buenos Aires, 19 de enero de 1902) fue un zoólogo alemán del Báltico radicado en la Argentina.

## Biografía
Nació en Letonia en una familia de origen alemán. Desde muy joven, fue atraído por las ciencias naturales y, por no poseer medios económicos para poder estudiar, con tesón y trabajo pudo formarse como naturalista.
Se hizo miembro de la Sociedad de Naturalistas de Riga, con 22 años, pasando a formar parte de la comisión directiva en 1869, siendo el encargado de la sección entomológica.
Durante los años 1868 y 1870, este naturalista se propuso aclimatar el gusano de seda, Bombyx mori, en las provincias bálticas. En 1871 se hizo cargo de las cátedras de historia natural y de química en la escuela técnica preparatoria del Politécnico Báltico de Riga.
Fue convocado por Carlos Germán Burmeister en junio de 1873, para trabajar en el Museo Público de la capital argentina, después que Domingo Sarmiento encargara a Burmeister armar los cuerpos de profesores.
En 1875 fue profesor interino en zoología en la Academia Nacional de Ciencias de Córdoba y, en Buenos Aires, ocupó la cátedra de Zoología de la Facultad de Ciencias Físico-Naturales, y la cátedra de Historia Natural en el Colegio Nacional de Buenos Aires.
Colaboró asiduamente con los Anales de la Sociedad Científica Argentina.
En 1890 Berg fue convocado por el gobierno uruguayo para ocupar el cargo de director del Museo de Historia Natural de Montevideo, y en el que permaneció hasta su renuncia en 1892, cuando regresó a Buenos Aires para hacerse cargo de Museo de Historia Natural de esa ciudad.
Fue designado director del Museo de Buenos Aires al morir Burmeister, quien había dejado expresas indicaciones para este nombramiento. Esto se debe a que Burmeister se oponía con vehemencia a la Teoría de la Evolución Biológica que Charles Darwin y Alfred Russel Wallace habían planteado en 1859 y no quería que un darwinista como Florentino Ameghino ocupara el sillón del Museo. Ocupó el cargo hasta 1902, fecha en que falleció.
Ordenó mejoras en la iluminación de los salones del Museo y las condiciones generales de higiene. Por entonces, el Museo de Buenos Aires sufría severos problemas de infraestructura, y en su competencia con otras instituciones similares, como el Museo de La Plata, llevaba una clara desventaja.
Implementó el sistema de visitas guiadas en el Museo para el público en general, atendiendo personalmente, y atrajo a la institución a numerosos científicos y estudiosos, muchos de los cuales quedaron deslumbrados con el Museo.
Fue el creador de las secciones de Ictiología, Herpetología, y de Anfibios, continuó la publicación de los Anales y fundó una revista nueva: Comunicaciones del Museo Nacional de Buenos Aires.
Realizó campañas a la Patagonia (1874), a Córdoba y a Catamarca (1875), a Corrientes y Misiones (1876-77), a San Luis, Mendoza, la cordillera de los Andes y a Chile (1878-79), a la sierra de Tandil (1877), entre otros.
Especializado en la entomología, a lo largo de su vida publicó más de 200 trabajos. Entre sus obras podemos citar El bicho de cesto (1874); Coccinellidae argentinae (1874); Lepidópteros patagónicos observados en el viaje de 1874 (1875); Contribución al estudio de las Piralidinas de la fauna sudamericana (1877); Estudios lepidopterológicos acerca de las faunas argentina y oriental (1877); Apuntes lepidopterológicos (1880). Editó un Tratado elemental de zoología y varios textos de carácter elemental. Berg fue el formador de varios científicos argentinos de la generación siguiente, como Ángel Gallardo, quien fuera su discípulo más fiel.
Falleció en enero de 1902 en Buenos Aires. Joaquín V. González le dedicó un homenaje y destacó su labor como director del Museo: El Museo Nacional, bajo la influencia de su espíritu, dejó de ser un huerto reservado, para transformarse en una fuente generosa de cultura pública, por las visitas frecuentes, por las sabias, sencillas y personales explicaciones de su incansable director y por la continua publicidad de sus investigaciones.
Al morir Berg le sucedió en el Museo Florentino Ameghino.

## Algunas publicaciones
- 1877. Enumeración de Las Plantas Europeas Que Se Hallan Como Silvestres en la Provincia de Buenos Aires y en Patagonia. Edición reimpresa de BiblioBazaar, 30 p. ISBN 1149613424[2]

- 2010. Enumeración Sistemática Y Sinonímica de Los Formicidos: Argentinos, Chilenos Y Uruguayos (1890). Edición reimpresa de Kessinger Publ. 44 p. ISBN 1161161414

- 1960. Enfermedades parasitarias: los quistes hidatídicos en la República Argentina. Con Marcelino Herrera Vegas, Daniel J. Cranwell. Editor Asoc. Internacional de Hidatología, 341 p.

- 1901. Notas críticas referentes a las contribuciones al estudio de las aves chilenas de Federico Albert. Anales de la Sociedad Científica Argentina 51 (IV): 55 - 61

- 1900. Datos sobre algunos crustáceos nuevos para la fauna argentina. 235 p.

- 1899. Primera Reunión del Congreso Científico Latino Americano: celebrada en Buenos Aires del 10 al 20 de abril de 1898 por iniciativa de la Sociedad Científica Argentina. Editor Cía. Sudamericana de Billetes de Banco, 262 p.

- 1898. Contribuciones... Fauna Erpetológica Argentina

- 1898. Sobre los enemigos pequeños de la langosta peregrina Schistocerca paranensis (Burm.) 30 p.

- 1897. Lista de las Publicaciones Científicas hechas desde 1873 hasta 1897. Editor "La Buenos Aires" Imp. 12 p.

- 1896. Batracios Argentinos

- 1895. Dos Reptiles Nuevos. Editor Imp. Juan A. Alsina. 189 p.

- 1892. Las cuestiones de límites, conferencia dada en la celebración del 20 aniversario de la Sociedad Científica Argentina, en el teatro Odeón, el 28 de julio de 1892

- 1891. La Formación carbonífera de la República argentina. Montevideo, 26 de marzo de 1891. 4 p.

- 1889. Substitución de nombres genéricos. III. Comm. Mus. Nac. Buenos Aires, 1 : 77-80

- 1885. Quindecim Coleoptera nova Faunae Reipublicae Argentinae. 17 p.

- 1884. Addenda et emendanda ad Hemiptera Argentina. Editor Ex Typographiae Pauli E. Coni, 213 p.

- 1881. Informe oficial de la Comisión científica agregada al estado mayor general de la expedición al Río Negro (Patagonia) realizada en los meses de abril, mayo y junio de 1879, bajo las órdenes del general Julio A. Roca. Con Adolfo Doering, Eduardo L. Holmberg, Pablo G. Lorentz, Gustavo Niederlein. Editor imprenta de Ostwald y Martínez, 530 p.

- 1879. Hemiptera Argentina: Enumeravit speciesque novas. Editor Ex Typographiae Pauli E. Coni, 316 p.

- 1878. El género Streblota y las notodontinas de la República Argentina. Editor Impr. de P. E. Coni, 14 p.

- 1877. Contribución al estudio de la Fauna Entomológica de Patagonia. 50 p.

- 1875. Lepidópteros patagónicos: Observados en el viaje de 1874. 63 p.

- 1875. Suplemento a la descripción de los Lepidópteros patagónicos. 155 p.

- 1875. Patagonische Lepidopteren beobachtet auf einer Reise im Jahre 1874. Bull. Soc. Imp. Nat. Moscou 49 (4): 191–247

## Honores

### Eponimia
- Roedor Ctenomys bergi Thomas, 1902
- Anfibio Rhinella bergi (Céspedez, 2000)[3]

- pequeña calle de Montevideo, cerca del Parque Rodó, se denomina "Carlos Berg"
- calle de Buenos Aires.[4]
- 2013: en General Pico, provincia de La Pampa, República Argentina, barrio con su epónimo.

## Abreviatura (zoología)
La abreviatura Berg  se emplea para indicar a Carlos Berg como autoridad en la descripción y taxonomía en zoología.